# Gastón Alvite
Gastón Rodrigo Alvite Duarte (Maldonado, 9 marzo 1996) è un calciatore uruguaiano, attaccante del Terremoto.

## Caratteristiche tecniche
È un centravanti.

## Carriera

### Club
Cresciuto nel settore giovanile del Racing Montevideo, ha esordito in prima squadra il 3 maggio 2015 in occasione del match di campionato perso 4-1 contro il Rentistas.